# Käthchenhof

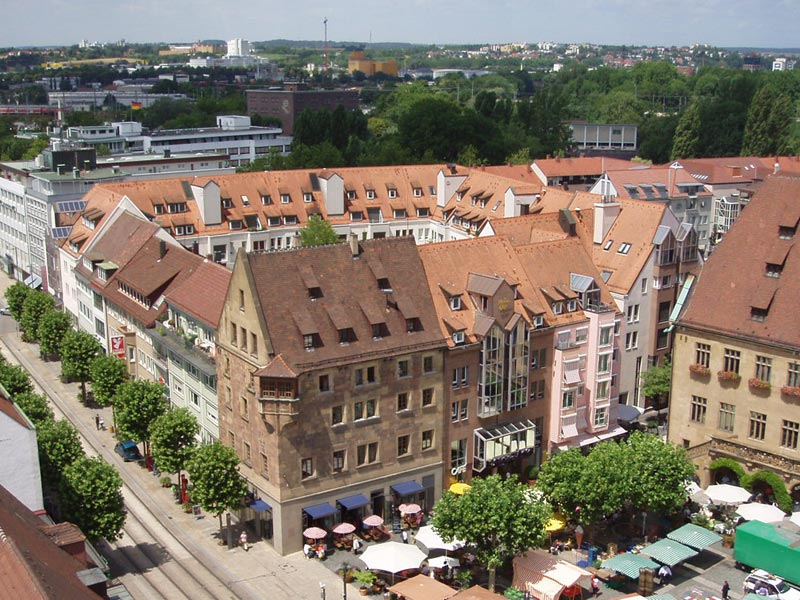
Käthchenhof mit Käthchenhaus (links)

Der Käthchenhof ist ein Büro- und Geschäftshauskomplex am Marktplatz in Heilbronn.
Das nach Entwürfen der Architekten Wolfgang Fiedler und Manfred Aichele erbaute und im Jahre 1986 eröffnete Gebäude bestimmt das Bild des Marktplatzes und der angrenzenden Straßen wie Kaiser- und Gerberstraße sowie Rathausgasse. Der Gebäudekomplex wurde nach dem Käthchenhaus benannt.

## Beschreibung
Der Käthchenhof ist ein Büro- und Geschäftshauskomplex, der über eine Ladengalerie mit 19 Geschäften auf 3200 m² in der Erdgeschosszone und über eine Gesamtmietfläche von rund 8.300 m² sowie Büroflächen und ca. 80 Wohnungen in den Obergeschossen verfügt; zudem hat er eine öffentliche Tiefgarage. Er war die erste überdachte Ladenpassage Heilbronns.

## Geschichte
1983 wurde beschlossen, auf dem ehemaligen Fuchs-Areal das Gebäude zu errichten. Die Hamburger Albingia Versicherungsgruppe war die Bauherrin. Am 10. Oktober 1985 konnte Richtfest gefeiert werden. Am 6. November 1986 wurde die Einkaufspassage eröffnet. Im Mai 2004 veräußerte die Axa-Versicherungsgruppe den Käthchenhof an einen institutionellen Investor aus Stuttgart.

## Architektur
Der Komplex entstand nach Entwürfen der Architekten Wolfgang Fiedler und Manfred Aichele aus Stuttgart.
Das Bauwerk sei von „historisch-moderner Architektur“ (Postmoderne) und ein „bedeutendes Bauvorhaben“. Dabei mussten die Architekten die – durch das Stadtplanungsamt beschlossene – Gestaltungssatzung beachten und damit die „von alters her gegebene Struktur“.
Dadurch wurden die „Aspekte der traditionellen Stadtplanung mit zeitgemäßen Ideen“ verbunden. Der Bauherr beschreibt die Architektur als eine Form von einer „neuen Heimeligkeit“.
Das Planwerk des Professor Michael Trieb sah für die Stadt Heilbronn eine „phantasiereiche, manchmal auch fast phantastisch anmutende Veränderung“ bestehender Bauten vor. Damit wollte die Stadt „Zeichen setzen“, wobei der Käthchenhof ein „vorweggenommenes Ergebnis dieser Zukunftspläne“ sei.
Der Gebäudekomplex wurde durch Arkaden und Erkern dem Marktplatzbereich mit Rathaus und dem benachbarten Käthchenhaus angepasst. Nach den Worten des Baubürgermeisters Ulrich Bauer sollte ein aus dem 18. Jahrhundert stammendes Modell von Heilbronn Maßstab für die Planung des Käthchenhofs gewesen sein. Bei der Planung sollen dem Architekten alte Stiche gedient haben, wobei sich der neue Gebäudekomplex sich sehr gut in die Umgebung mit Rathaus und Marktplatz einfüge.
Die Heilbronner Innenstadt sollte durch den Käthchenhof „wieder etwas mehr ‚Altstadtcharakter‘“ erhalten. Das Gebäude sollte „neue Akzente“ setzen.

## Auszeichnungen und Besonderheiten
1987 erhielt das Gebäude drei Auszeichnungen. Darunter neben der Werbeanlagen- und Fassadengestaltung auch „Guter Bauten“. Die Tafeln wurden am Eingang zur Ladenpassage angebracht.
Am Eingang zur Ladenpassage wurden zwei historische Steintafeln aus dem 17. Jahrhundert (1642) eingemauert.